# Schippelsmoorgraben
L'Schippelsmoorgraben és un riu de l'estat d'Hamburg (Alemanya). Neix a Niendorf i desemboca al Kollau al mateix nucli.

## Afluent
1. Seesreingraben